# ایساو دوباشی
ایساو دوباشی (ژاپنی: 土橋 功؛ زادهٔ ۱۱ آوریل ۱۹۷۵) یک بازیکن فوتبال اهل ژاپن است.
از باشگاه‌هایی که در آن بازی کرده‌است می‌توان به باشگاه فوتبال ونتفورت کوفو اشاره کرد.